# Dan Wagner
Daniel Maurice Wagner (né le 28 juillet 1963) est un entrepreneur anglais spécialisé dans l'Internet.
Il est notamment connu pour avoir été l'un des plus jeunes PDG d'une compagnie cotée en bourse, Dialog (anciennement connue sous le nom de MAID). Il était PDG de la compagnie lors l'explosion de la bulle Internet. Il a vendu Dialog à Thomson Reuters (anciennement The Thompson Corporation).
Dans sa jeunesse, Dan Wagner a travaillé dans une agence de publicité. C'est là qu'il a eu l'idée de créer une banque d'informations économiques à l'intention des responsables marketing. Il a créé MAID, qui a fourni des services dès 1984. Ensuite, il a continué à investir et à diriger des startups, comme Venda inc., Powa Technologies et Bright Station.

## Jeunesse
Dan Wagner est né à Edgware, dans le Middlesex en Angleterre. Il est le plus jeune des deux enfants de John et Yaffa Wagner. Son père était un homme d'affaires spécialisé dans l'industrie automobile ; il a été directeur exécutif chez BMW.
Dan Wagner a quitté l'école à seize ans pour travailler dans un magasin d'appareils haute-fidélité. Ensuite, il a rejoint une agence de publicité, WCRS, en tant que chef de projet. C'est là qu'il a eu l'idée de créer une banque de données sur les entreprises à l'intention des professionnels du marketing.

## Carrière
Dan Wagner a quitté son travail dans la publicité pour créer l'entreprise d'information en ligne MAID (Market Analysis Information Database) en 1984, alors qu'il n'a que 21 ans. La compagnie croît rapidement et obtient 26 % de part de marché. D'après The Observer, Wagner est « une des premières personnes à réaliser des bénéfices en collectant des données électroniques ». L'entreprise est introduite en bourse en 1994 et est renommée Dialog. Elle a été cotée au NASDAQ en 1995. En août 1995, Dan Wagner gagne 36 millions de dollars en deux jours grâce à une augmentation du titre de 300 % à la suite de l'annonce d'un partenariat avec Microsoft. Il fut aussi une des rares personnes à avoir dirigé une entreprise cotée avant trente ans et à avoir continué à assurer la direction de son entreprise lors de l'explosion de la bulle internet de 1999.
La valeur de Dialog a diminué de 95 % durant le crash de 1999, avant que l'entreprise ne soit vendue à Thomson pour 500 millions de dollars en 2000. Wagner reprocha le plongeon de l'action de Dialog à la presse, et notamment au Financial Times qui s'était moqué de Dialog en la surnommant « Dial-a-dog ». Lors de l'introduction en bourse en 1995, ses choix vestimentaires (un gilet Donald Duck) ont déjà été critiqués et considérés comme responsable d'une dépréciation du titre de 10 pennies. Dialog s'était aussi endettée à cause des faibles performances de la banque de données américaine Knight-Ridder, achetée en 1997.
Dan Wagner reste au conseil d'administration de Dialog jusqu'en 2001, puis fonde Venda inc. la même année. Venda inc. est un éditeur de logiciels de commerce électronique, utilisant à la base la technologie d'une entreprise victime de l'explosion de la bulle internet, Boo.com,, que Dan Wagner a acheté en 2011 pour 250 000 £.
D'après The Telegraph, après la vente de Dialog, il veut « s'éloigner du champ des projecteurs ». En 2007, Dan Wagner achète, par le biais de son incubateur d'entreprises Bright Station, plusieurs blogs de mode rassemblés dans une entité nommée Aigua Media.
En 2007, il fonde aussi Powa Technologies, une société de commerce électronique qui reprend les solutions de Venda inc., mais avec des solutions supplémentaires pour les magasins et points de vente mobiles. S'y ajoute une application de commerce mobile appelée PowaTag. L'application PowaTag a été lancée en 2014, après avoir reçu plus de 100 millions de dollars d'investissement. L'application permet des réaliser des transactions à partir de tags imprimés, de signaux sonores ou encore de balises en magasin.

## Possessions
Dan Wagner gère ses intérêts financiers par l'intermédiaire d'une holding nommée Bright Station. Bright Station a un chiffre d'affaires de 50 millions de dollars et emploie 450 personnes.